# Nyköpings Alla Helgona distrikt
Nyköpings Alla Helgona distrikt är ett distrikt i Nyköpings kommun och Södermanlands län. 
Distriktet ligger i östra Nyköping. 

## Tidigare administrativ tillhörighet
Distriktet inrättades 2016 och utgörs av en del av området som till 1971 utgjorde Nyköpings stad som också omfattade området som utgjort Helgona socken.
Området motsvarar den omfattning Nyköpings Alla Helgona församling hade 1999/2000 och fick 1989, när Nyköpings östra församling och Helgona församling gick samman.